# Per Gunne
Per Gunne, född den 23 februari 1970, är en svensk journalist och företagsledare. I mitten av 00-talet var Per Gunne chef för Aftonbladets dåvarande Stockholms-redaktion och Puls-bilagan. Därefter arbetade han som chefredaktör och ansvarig utgivare för tidningen Metro mellan 2007 och 2012. Han har även varit vice VD för Stureplansgruppen, en tjänst han lämnade under 2020.